# 細光町
細光町（ほそみつちょう）は愛知県岡崎市額田地区の町名。丁番を持たない単独町名であり、14の小字が設置されている。

## 地理
岡崎市東部に位置する。住宅地は町内を走る道路に沿って形成されその他は森林、農地になっている。

### 河川
- 男川

### 字
| - 字一ノ久保（いちのくぼ） - 字井ノ上（いのうえ） - 字大崎（おおさき） - 字源見（げんみ） - 字郷中（ごうなか） | - 字小源見（こげんみ） - 字小判沢（こばんざわ） - 字定瀬（さだせ） - 字八升蒔（はっしょうまき） - 字坊門内（ぼうもんない） | - 字細野前（ほそのまえ） - 字前山（まえやま） - 字山畔（やまぐろ） - 字山下（やました） |

## 世帯数と人口
2019年（令和元年）5月1日現在の世帯数と人口は以下の通りである。
| 町丁   | 世帯数 | 人口 |
| ------ | ------ | ---- |
| 細光町 | 36世帯 | 93人 |

### 人口の変遷
国勢調査による人口の推移
| 2010年（平成22年） | 100人 | [ 6 ] |  |
| 2015年（平成27年） | 98人  | [ 7 ] |  |

## 小・中学校の学区
市立小・中学校に通う場合、学区は以下の通りとなる。
| 番・番地等 | 小学校             | 中学校             |
| ---------- | ------------------ | ------------------ |
| 全域       | 岡崎市立豊富小学校 | 岡崎市立額田中学校 |

## 歴史
額田郡細光村を前身とする。

### 沿革
- 2006年（平成18年）1月1日 - 岡崎市へ編入し、同市細光町となる[1]。

## 交通
- 愛知県道377号豊川片寄線

## 施設
- 明宗寺
- 渭泉寺
- 八幡宮
- 御嶽神社
- 金山彦神社

## その他

### 日本郵便
- 郵便番号 : 444-3615[4]（集配局：額田郵便局[9]）。

## 参考資料
- 「角川日本地名大辞典」編纂委員会 編『角川日本地名大辞典 23 愛知県』角川書店、1989年3月8日。ISBN 4-04-001230-5。
- 有限会社平凡社地方資料センター 編『日本歴史地名大系第23巻 愛知県の地名』平凡社、1981年。ISBN 4-582-49023-9。

## 関連事項
- 岡崎市